# Rhyacophila pellisa
Rhyacophila pellisa là một loài Trichoptera trong họ Rhyacophilidae. Chúng phân bố ở miền Tân bắc.